# تروفيو ألكوديا-بورت دي ألكوديا 2022
تروفيو ألكوديا-بورت دي ألكوديا 2022 (بالإسبانية: Trofeo Alcudia-Port d'Alcudia 2022)‏ هو سباق دراجات هوائية، وهو الموسم رقم 15 من تروفيو ألكوديا، وأقيم في 27 يناير 2022، وامتدّ لمسافة 173.2 كيلومتر، وهو أحد سباقات طواف أوروبا للدراجات 2022، وشارك فيه 171 متسابقاً ووصل إلى نهايته 139 متسابقاً.
فاز بالمركز الأول بينيام جيرماي، وبالمركز الثاني ريان جيبونز، وبالمركز الثالث جياكومو نيزولو.

## الفرق
| فرق عالمية (10)- Movistar Team - UAE Team Emirates - Bora-Hansgrohe - AG2R Citroën Team - Israel-Premier Tech - Lotto-Soudal - BikeExchange-Jayco - Cofidis - Intermarché-Wanty-Gobert Matériaux - Trek-Segafredo فرق برو (9)- كاجا رورال-سيغوروس 2022 ‏ - أوسكالتيل أوسكادي 2022 ‏ - كيرن فارما 2022 ‏ - فريق إيولو كوميت لركوب الدراجات 2022 ‏ - Bardiani-CSF-Faizanè - Arkéa-Samsic - برجس بي إتش 2022 ‏ - سبورت فلاندرين بالويس 2022 ‏ - درون هوبر-أندروني جوكاتولي 2022 ‏ فرق قارية (6)- بيت سايكلنج 2022 ‏ - Minerva Cycling Team ‏ - جافا كيوي أتلانتيكو 2022 ‏ - إلكترو هايبر يوروبا-كالداس 2022 ‏ - Manuela Fundación ‏ - Sam–Vitalcare–Dynatek ‏ |  |
| |  |

## التصنيف العام النهائي
| التصنيف العام         | التصنيف العام    | التصنيف العام | التصنيف العام                      | التصنيف العام |
| العداء                | العداء           | البلد         | الفريق                             | الوقت         |
| --------------------- | ---------------- | ------------- | ---------------------------------- | ------------- |
| 1                     | بينيام جيرماي    | إريتريا       | Intermarché-Wanty-Gobert Matériaux | 3 س 50 د 48 ث |
| 2                     | ريان جيبونز      | جنوب أفريقيا  | فريق الإمارات                      | + 0 ث         |
| 3                     | جياكومو نيزولو   | إيطاليا       | Israel-Premier Tech                | + 0 ث         |
| 4                     | إيفان غارسيا     | إسبانيا       | موفيستار                           | + 0 ث         |
| 5                     | Matis Louvel ‏    | فرنسا         | اركيا سامسيك                       | + 0 ث         |
| 6                     | مايكل ماثيوز     | أستراليا      | Team BikeExchange-Jayco            | + 0 ث         |
| 7                     | بيت اليجارت      | بلجيكا        | Cofidis                            | + 0 ث         |
| 8                     | باسكال أكرمان    | ألمانيا       | فريق الإمارات                      | + 0 ث         |
| 9                     | خيسوس إيزكيرا    | إسبانيا       | Burgos-BH                          | + 0 ث         |
| 10                    | Lawrence Naesen ‏ | بلجيكا        | AG2R Citroën Team                  | + 0 ث         |
| مصدر: ProCyclingStats |                  |               |                                    |               |

## وصلات خارجية
- لمحة عن سباق تروفيو ألكوديا-بورت دي ألكوديا 2022 على موقع  ProCyclingStats   (برو  سايكلنج  ستاتس) - إحصاءات  محترفي  الدراجات.
- تروفيو ألكوديا-بورت دي ألكوديا 2022 على موقع إحصائيات الدراجات الإحترافية (الإنجليزية)